# اچ‌ام‌اس پرینسس (۱۷۴۰)
اچ‌ام‌اس پرینسس (۱۷۴۰) (به انگلیسی: HMS Princess (1740)) یک کشتی است که طول آن ۱۶۵ فوت ۱ اینچ (۵۰٫۳ متر) می‌باشد.